# 542飞航式岸舰导弹

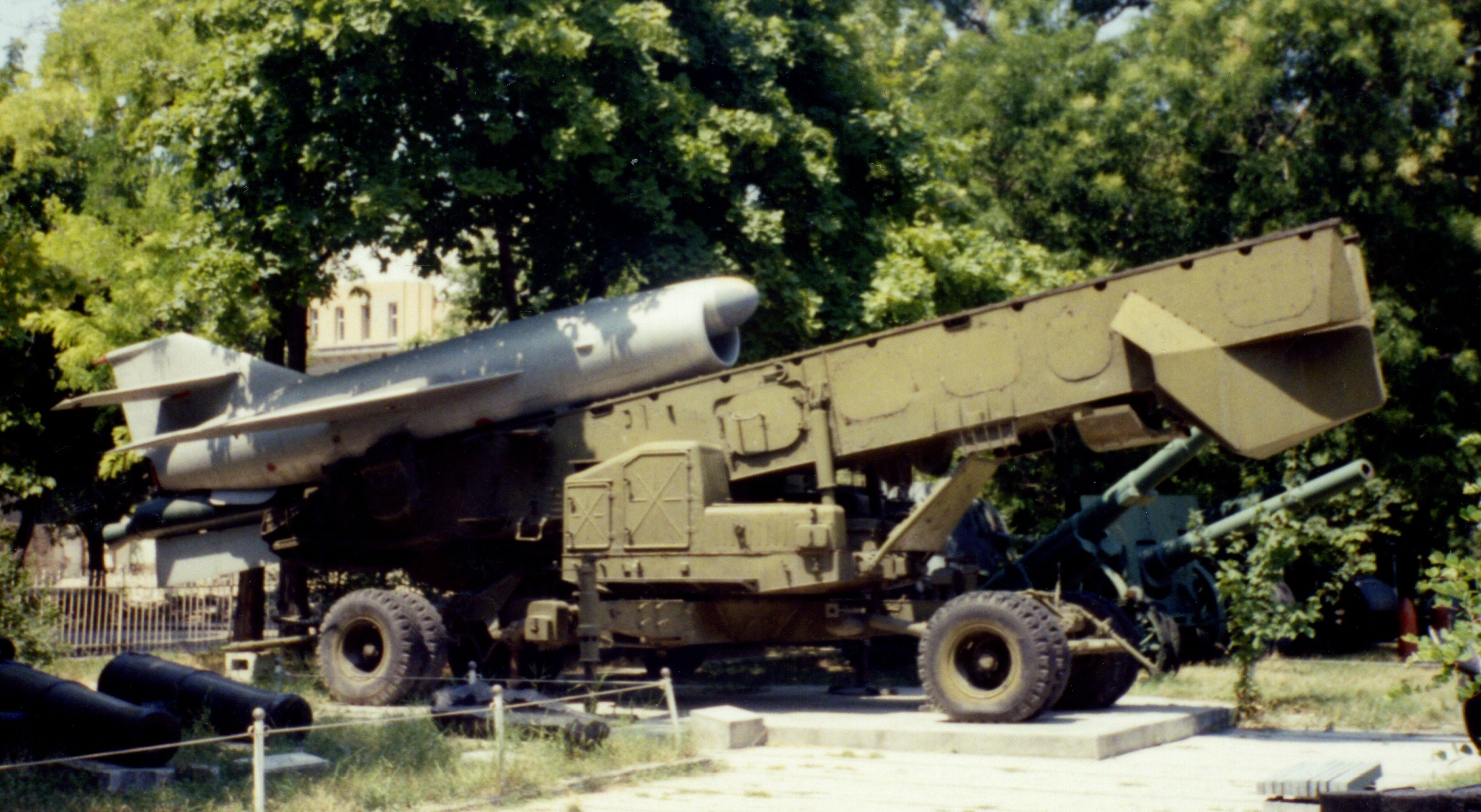
保加利亚瓦尔纳博物馆的4К87岸防导弹与拖车。

542飞航式岸舰导弹，是1958年中国从苏联引进的机动岸对舰导弹。苏联称为С-2“Сопка” ，正式型号为4К87。北约命名为SSC-2B“幼鲑鱼”（Samlet）。1958年在苏联海军岸导与炮兵部队入役。

## 设计历史
1955年12月1日苏联部长会议2004-1073号命令，OKB-155-1设计分局（现彩虹机械制造设计局）开始设计该系统。总设计师亚历山大·雅科夫列维奇·別列茲尼亚克。1957年11月27日至12月21日在克里木半岛的Peschanaya Balka，工厂测试了4枚导弹，其中后两枚导弹齐射。试验获得成功。1958年8月19日至10月14日国家试验，发射了11枚导弹，1枚完全成功，7枚部分成功，3枚不成功。12月19日苏联海军总司令謝爾蓋·格奧爾基耶維奇·戈爾什科夫批准入役。
导弹系统包括：
- 4部Б-163导弹发射架及载具两轴拖车，由布尔什维克工厂设计局研发。发射架牵引车为АТ-С（俄语：АТ-С）履带式炮兵牵引车。
- 8枚斯-2导弹装载在ПР-15半拖车上，由吉尔157B型军用牵引车牵引。为达到与空射型KS-1相同的射程，发射时使用了固体助推火箭СПРД-15，工作2秒钟。
- “Мыс”目标截获雷达
- “Бурун”目标跟踪雷达，配套跟踪雷达站天线车、跟踪雷达站显示车。
- 中央控制站与指挥仪车
- “С-1М”制导雷达
- 移动电站
- 射前检查车
- 有效射程15 km（最小）~95 km （最大）
- 射击扇面: ± 85 °
- 发射重量: 3419 kg
- 弹头重：1010 kg (860 kg TGAG-5)
- 飞行速度：1050 km / h
- 巡航高度：400 m
- 发射前准备时间：17 分钟

作战过程是由雷达搜索目标，并计算目标方位和距离，以及运动的航向，将这些射击诸元传送给射击指挥车上的指挥仪，控制跟踪雷达锁定目标。当目标进入射击扇面并满足射击条件时，指挥仪经过计算向弹上发送射击前置角和末导雷达开机主动搜索时间，在导弹发射瞬间，封锁发送，点火继电器吸合点火，导弹升空。导弹起飞时在助推器强大的推动下自动爬高，2.2秒后助推器脱落。导弹爬高到400米改为平飞，巡航飞行时高度100-300米速度0.9马赫。飞行末端是半主动雷达制导，弹上雷达接收机和机电式控制系统精度不足，导弹的命中率历来很低。不过其用于反舰时45米的标称圆概率误差，是完全可能命中航空母舰。

## 斯-2“箭”式固定阵地岸舰导弹
1954年4月21日政府法令开发使用相同导弹的固定阵地岸舰导弹系统。1955年在克里木半岛的阿雅角开始构筑第100号阵地，部署了独立岸导第362团。在基利金岛构筑第101号阵地，部署了独立岸导第616团。1957年夏季定型测试后，1957年8月30日开始入役部署该导弹系统。1964年就决定换装更先进的波-35岸舰导弹。但362团迟至1972年，第616团迟至1983年才实现换装。

## 服役
1958-1960，苏联海军部署了该型号6个岸导团。2个在波罗的海舰队（第27团在波羅的斯克，第10团在文茨皮尔斯），2个在太平洋舰队（第21团在勘察加，第528团在滨海边疆区），1个在黑海舰队（第51团在克里木半岛塞瓦斯托波尔以南的菲奥连特角），1个在北方舰队（第501团在雷巴奇半島）。
1958年2月4日，中苏两国政府签定了引进“三弹三艇”的“二·四协定”，包括苏联向中国提供542岸舰导弹。
1962年8月，第51岸导团部署到古巴，辖4个发射营，每营两套发射器，备弹8-10枚。后来该团装备移交给古巴军队。 
1964年，民主德国与波兰装备了该导弹。六十年代后期，社会主义阵营很多国家也装备了该导弹。
第三次中东战争后，该导弹装备了埃及。1973年10月9日第四次中东战争，亚历山大港的埃及军队发射5枚该导弹，宣称击沉以色列海军舰船1艘、击伤1艘。但以色列宣称无损失。